# Neoglyphidodon carlsoni
Neoglyphidodon carlsoni is een straalvinnige vissensoort uit de familie van rifbaarzen of koraaljuffertjes (Pomacentridae). De wetenschappelijke naam van de soort is voor het eerst geldig gepubliceerd in 1975 door Allen.